# Fajsúly
A fajsúly (jele: γ – görög: gamma, SI mértékegysége: N/m³) az adott térfogategység súlyának mértéke.
Gyakran használt érték a víz fajsúlya tengerszinten és  5 °C hőmérsékletnél, 9,807 kN/m³.

## Fizikai képlete
{\displaystyle \gamma =\rho \cdot g}
ahol
{\displaystyle \gamma } az anyag fajsúlya  (súly per térfogategység, N/m³)
{\displaystyle \rho } az anyag sűrűsége (tömeg per térfogategység, kg/m³)
{\displaystyle g} földi nehézségi gyorsulás , a 45º földrajzi szélességen, tengerszinten ≈ 9,8 m/s²)

## A fajsúly változása

### Folyadékmechanika
A fajsúly a folyadékok egyik alapvető tulajdonsága.
A folyadékmechanikában a fajsúly, az egységnyi térfogatú folyadékra ható gravitációs erő.

### Talajmechanika
A talaj fajsúlyának értékét gyakran használják a földmunkák tervezésében.
Talajmechanikában a fajsúly vonatkozhat különböző esetekre:
- Száraz anyag fajsúlya, amikor az anyag pórusai levegővel vannak tele.

A képlet a száraz anyagra: 
{\displaystyle \gamma _{d}={\frac {G_{s}\cdot \gamma _{w}}{1+e}}={\frac {\gamma }{1+w}}}
ahol
{\displaystyle \gamma } egységnyi nedves anyag súlya
{\displaystyle \gamma _{d}} egységnyi száraz anyag súlya
{\displaystyle \gamma _{w}} egységnyi víz súlya
w az anyag nedvességtartalma
Gs az anyag relativ sűrűsége
e hézagtényező
- Nedves anyag fajsúlya, amikor az anyag pórusai vízzel és levegővel vannak tele.

{\displaystyle \gamma ={\frac {(1+w)\cdot G_{s}\cdot \gamma _{w}}{1+e}}}
ahol
{\displaystyle \gamma } egységnyi nedves anyag súlya
{\displaystyle \gamma _{w}} egységnyi víz súlya
w az anyag nedvességtartalma
Gs az anyag relativ sűrűsége
e hézagtényező
- Telített anyag esetében:

{\displaystyle \gamma _{s}={\frac {(G_{s}+e)\cdot \gamma _{w}}{1+e}}}
ahol
{\displaystyle \gamma _{s}} egységnyi telített anyag súlya
{\displaystyle \gamma _{w}} egységnyi víz súlya
w az anyag nedvességtartalma
Gs az anyag relativ sűrűsége
e hézagtényező
- Folyadékba merített anyag esetében:

{\displaystyle \gamma ^{'}=\gamma _{s}-\gamma _{w}}
ahol
{\displaystyle \gamma ^{'}} egységnyi folyadékba merített anyag súlya
{\displaystyle \gamma _{s}} egységnyi telített anyag súlya
{\displaystyle \gamma _{w}} egységnyi víz súlya

### Mérnöki számításokban
A fajsúlyt használják a mérnöki számításokban a megengedett terhelés meghatározására egy épület vagy szerkezet tervezésénél.

## Avízfajsúlya
| Hőmérséklet (°C)                              | Fajsúly (kN/m³) |
| --------------------------------------------- | --------------- |
| 0                                             | 9,805           |
| 5                                             | 9,807           |
| 10                                            | 9,804           |
| 15                                            | 9,798           |
| 20                                            | 9,789           |
| 25                                            | 9,777           |
| 30                                            | 9,765           |
| 40                                            | 9,731           |
| 50                                            | 9,690           |
| 60                                            | 9,642           |
| 70                                            | 9,589           |
| 80                                            | 9,530           |
| 90                                            | 9,467           |
| 100                                           | 9,399           |
| A víz fajsúlya tengerszinti légköri nyomásnál |                 |

## Alevegőfajsúlya
| Hőmérséklet (°C)                                 | Fajsúly (N/m³) |
| ------------------------------------------------ | -------------- |
| −40                                              | 14,86          |
| −20                                              | 13,86          |
| 0                                                | 12,68          |
| 10                                               | 12,24          |
| 20                                               | 11,82          |
| 30                                               | 11,43          |
| 40                                               | 11,06          |
| 60                                               | 10,4           |
| 80                                               | 9,81           |
| 100                                              | 9,28           |
| 200                                              | 7,33           |
| A levegő fajsúlya tengerszinti légköri nyomásnál |                |

## Fordítás
- Ez a szócikk részben vagy egészben  a   Specific weight című angol Wikipédia-szócikk fordításán alapul.  Az eredeti cikk szerkesztőit annak laptörténete sorolja fel. Ez a jelzés csupán a megfogalmazás eredetét és a szerzői jogokat jelzi, nem szolgál a cikkben szereplő információk forrásmegjelöléseként.